# Ben Roethlisberger
Ben Roethlisberger (* 2. října 1982 Lima, Ohio, Spojené státy americké), často přezdívaný Big Ben, je bývalý profesionální hráč amerického fotbalu nastupující na pozici quarterbacka za tým Pittsburgh Steelers. Začínal na Miami University, byl draftován v roce 2004 týmem Pittsburgh Steelers v National Football League. Byl vybrán jako jedenáctý.

## Externí odkazy

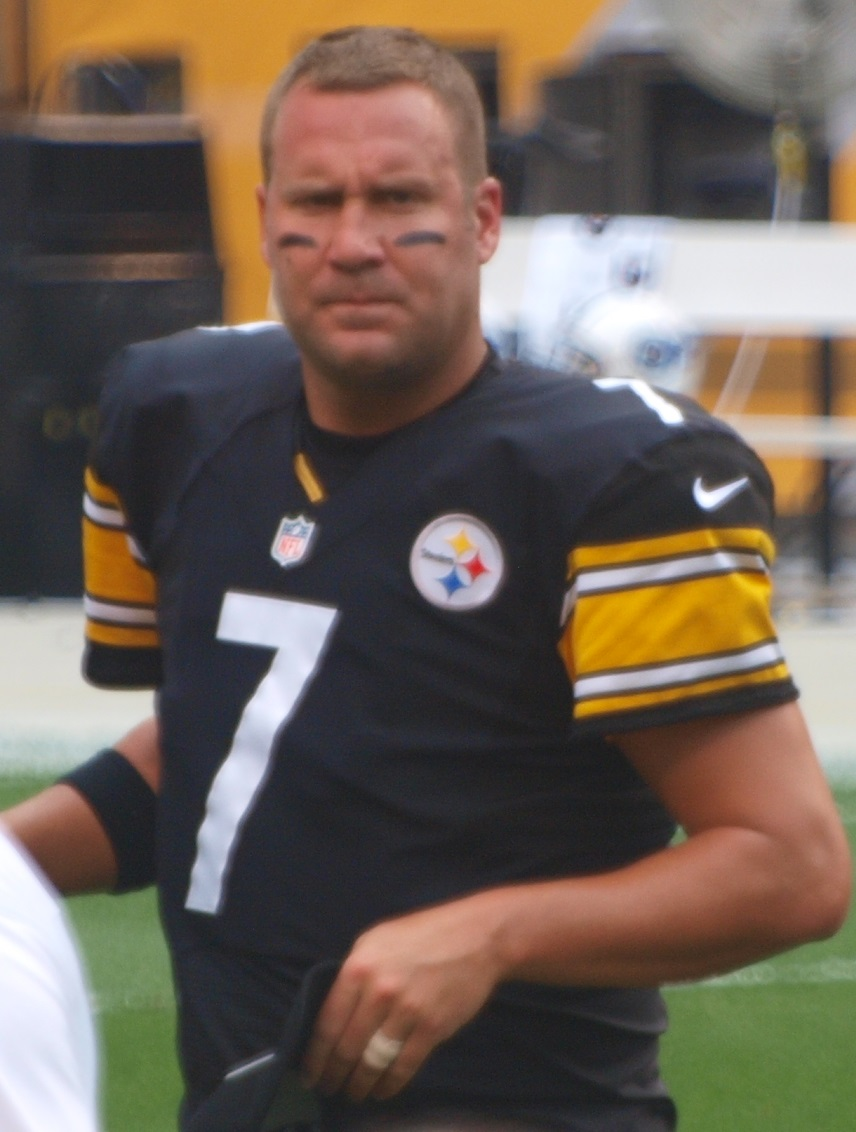